# Borůvková hora (rozhledna)

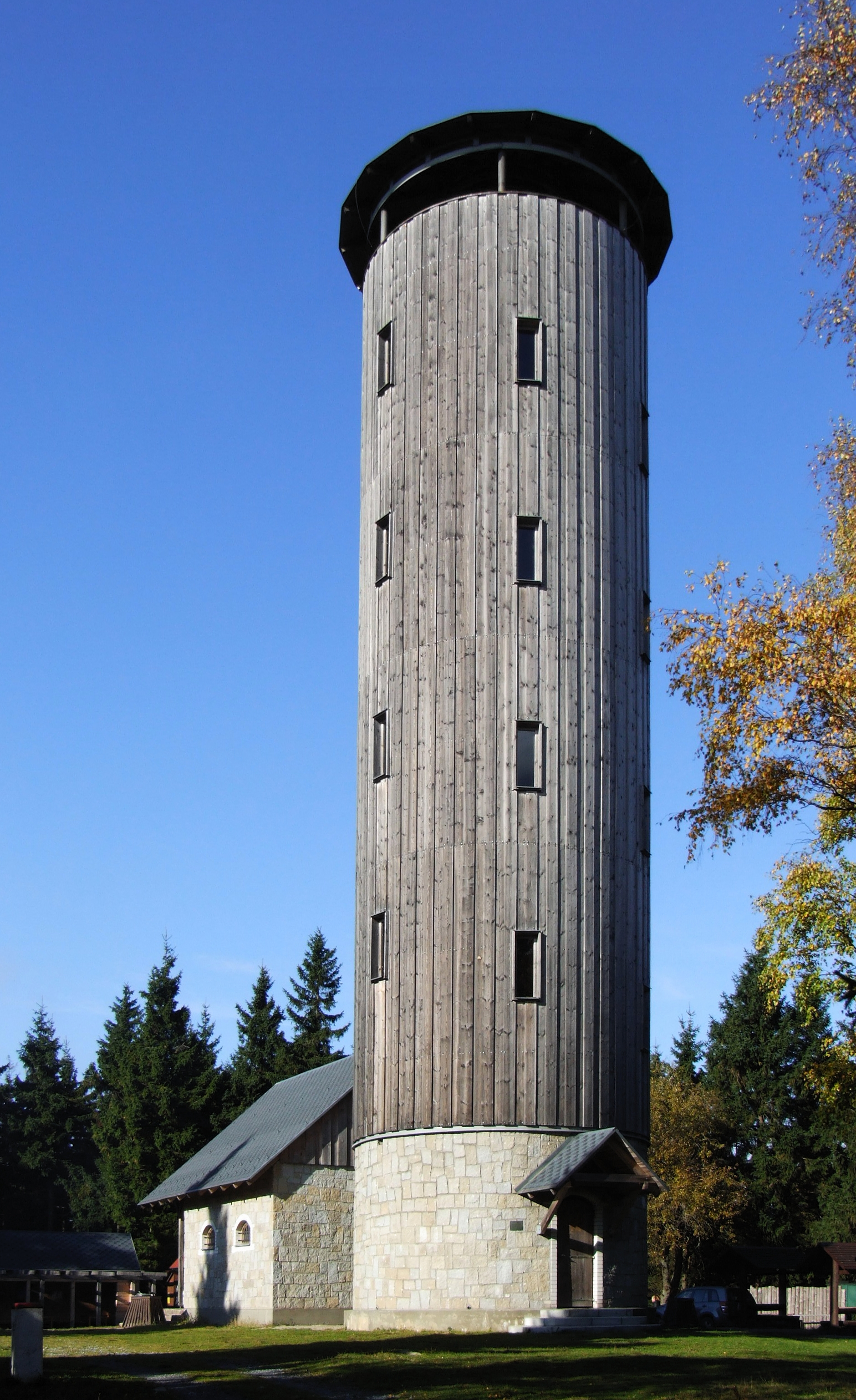
Rozhledna Borůvková hora

Rozhledna Borůvková hora se nachází na stejnojmenném vrcholu v Rychlebských horách v Olomouckém kraji.

## Současná rozhledna
Současnou rozhlednu nechalo v roce 2006 postavit město Javorník podle návrhu Lubomíra Řezníčka. Rozhledna s výškou 25,4 m má vyhlídkovou terasu ve výšce 24 m.

## Původní chaty a rozhledny
Roku 1870 byla vystavěna dřevěná rozhledna, která během deseti let zchátrala. Roku 1890 pak nová dřevěná rozhledna o výšce 17 m, která opět vydržela deset let. Roku 1908 pak další dřevěná rozhledna o výšce 21 m, která se zřítila v roce 1922.

## Přístup
modrá, z Travné.
 červená, z Bílé Vody přes vrchol do Javorníku.
 z Ladeckého sedla přes vrchol do Złotého Stoku.